# Vunasti bodalj
Vunasti bodalj (vunenasti bodalj, sikalina žuta, brmelj, lat. Carthamus lanatus), jednogodišnja korisna biljka iz roda bodalja. Ova vrsta raste uz obalu Europe, pa i u Hrvatskoj, ali je introducirana po cijelom svijetu, kao u Sjevernu i Južnu Ameriku, Australiju i južnu Afriku.
Ime vrste lanatus, znači vunast, a dolazi zbog paučinastih vlakana na gornjem dijelu biljke. Stabljika joj je tvrda i gola, a može narasati i do jednog metra visine. Svaka stabljikka ima nekoliko grančica koje čine malu guštaru. Mladi listovi su jestivi (ali su mnoge vrste u njezinom rodu su otrovne), a kasnije postanu tvrdi i gorki. Sjemenke sadrže masno ulje i koriste se u industriji.
Cvjetne latice su ljekovite ali korijen nije.